# Babuin
Babuinii sau pavianii (Papio) formează un gen de maimuțe care aparțin primatelor inferioare din familia Cercopithecidae.
Sunt cunoscuți de mii de ani (apar și în mitologia egipteană), iar denumirea științifică a fost dată de naturalistul francez Buffon.

## Caracteristici generale
Babuinii sunt maimuțe cinocefale, adică cu botul alungit, asemeni câinelui, maxilare puternice, cu buze proeminente, blana stufoasă și coada scurtă. Face parte din grupul catarinienilor.